# La Casona de Pance
La Casona de Pance es la sede campestre del Deportivo Cali donde se realizan las actividades de entrenamiento del club en las diferentes categorías.
Debido a que el Deportivo Cali es un club principalmente de fútbol, la mayoría de sus instalaciones están dedicadas principalmente a este deporte, pero también cuenta con escenarios deportivos desarrollados para la práctica de otros deportes como la natación, fútbol sala, tenis, entre otros.

## Otras instalaciones

### Hotel

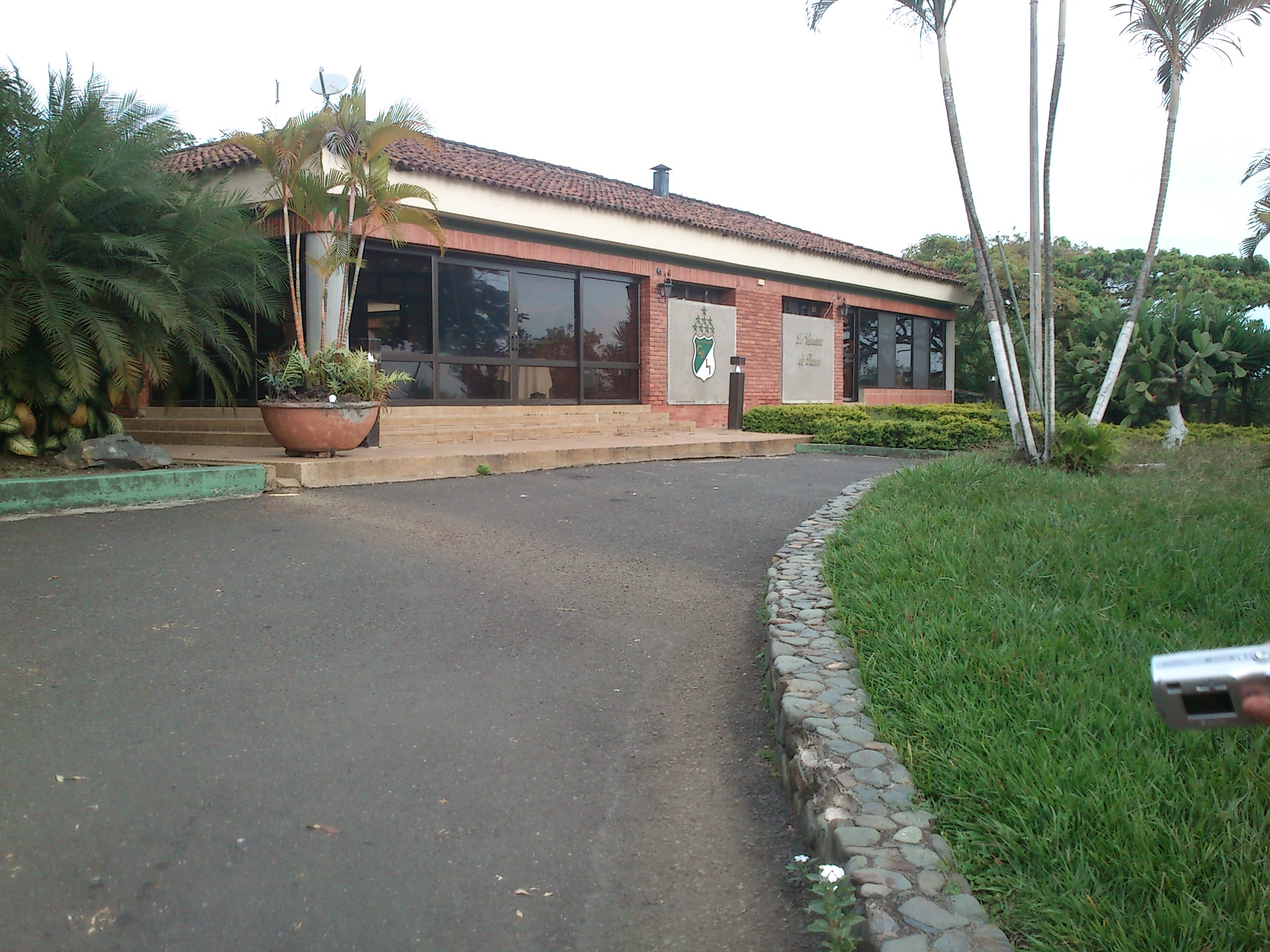
Hotel Casona de Pance en la Sede campestre del equipo.

El hotel La Casona de Pance se encuentra dentro de la sede campestre del equipo, es el lugar de reposo del equipo luego de los entrenamientos y partidos y el sitio donde el equipo realiza sus concentraciones previas a los enfrentamientos contra otros equipos. Tiene una infraestructura de un hotel 5 estrellas.

### Tienda deportiva
Verde & Blanco es la tienda deportiva propia del Deportivo Cali en la cual venden todo tipo de artículos temáticos del club y prendas deportivas. La tienda principal se encuentra al lado de la sede administrativa del club en la Avenida Vásquez Cobo, pero cuenta también con una filial en el Estadio Pascual Guerrero y otra pequeña tienda en la sede campestre.